# Alakparaméter
A valószínűségszámítás elméletében és a statisztika területén az alakparaméter a valószínűségi eloszlás jellemzésére szolgáló egyik numerikus paraméter.

## Definíció
Az alakparaméter egy valószínűségi eloszlás bármely paramétere lehet, mely nem a helyparaméter, vagy a skálaparaméter (az alakparaméter nem lehet ezek függvénye sem, mint az arányparaméter).
Ez a paraméter befolyásolja az eloszlás alakját, és nem egyszerűen annak eltolását valamely irányba (mint azt a helyparaméter teszi), vagy nyújtását és zsugorítását (mint azt a skálaparaméter teszi).

## Példák
A következő folytonos valószínűségi eloszlások rendelkeznek alakparaméterrel:
- Béta-eloszlás
- Burr-eloszlás
- ExGauss-eloszlás
- Gamma-eloszlás
- Általános extrémérték-eloszlás
- Log-logisztika-eloszlás
- Inverz Gamma-eloszlás
- Pareto-eloszlás
- Pearson-eloszlás
- Tukey lambda-eloszlás
- Weibull-eloszlás
- T-eloszlás

A következő folytonos eloszlásoknak nincsenek alakparamétereik, az alakjuk fix, és csak a helyzetük változhat.
Ebből következően a ferdeségük, és a meredekségük konstans, mivel a ferdeség, és a meredekség függetlenek a helyezettől és a skálaparamétertől.
- Exponenciális-eloszlás
- Cauchy-eloszlás
- Logisztikai-eloszlás
- Normál eloszlás
- Egységes-eloszlás
- Wigner-féle félkörös eloszlás
- Weibull-eloszlás
- T-eloszlás